# José de Azpiroz
José de Azpiroz y Azpiroz (1895-Madrid, noviembre de 1967) fue un arquitecto español perteneciente a la generación del 25, que desarrolló su actividad fundamentalmente en la provincia de Madrid. Fue arquitecto municipal de Alcalá de Henares.

## Biografía
Nació en 1895. Se casó con María Antonia de Plaza y Sánchez Bulnes, y tuvieron una hija. Fue nombrado arquitecto municipal de Alcalá de Henares el 28 de noviembre de 1923. En 1933 ganó el concurso para el Proyecto de un cuartel de Inválidos, Prisiones Militares y alojamiento de todas las dependencias militares de Madrid, junto al ingeniero militar José Sastre Alba Fue vocal en representación del municipio en la Junta de Gobierno del Colegio Oficial de Arquitectos de Madrid en junio de 1936. El 25 de agosto de 1939 se crea bajo su dirección, como arquitecto jefe del Estado, el Patronato de Reconstrucción y Socorro con la misión de examinar y peritar los daños sufridos en los inmuebles y trazar los planes de reconstrucción. El 26 de marzo de 1954 se le concedió la condecoración de Comendador de Número de la  Orden del Mérito Agrícola.
Falleció en Madrid en noviembre de 1967.

## Obra

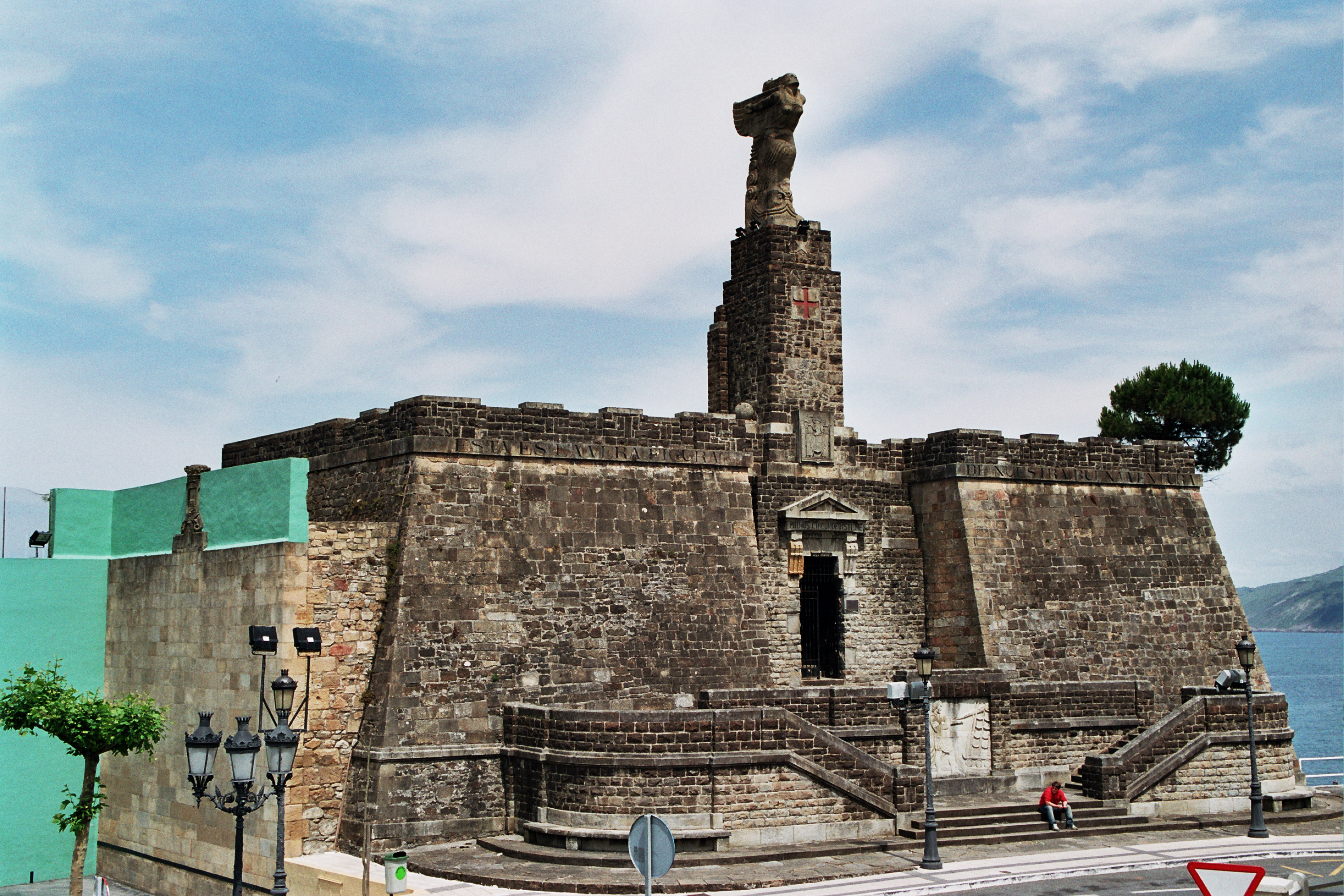
Monumento a Elcano en Guetaria.

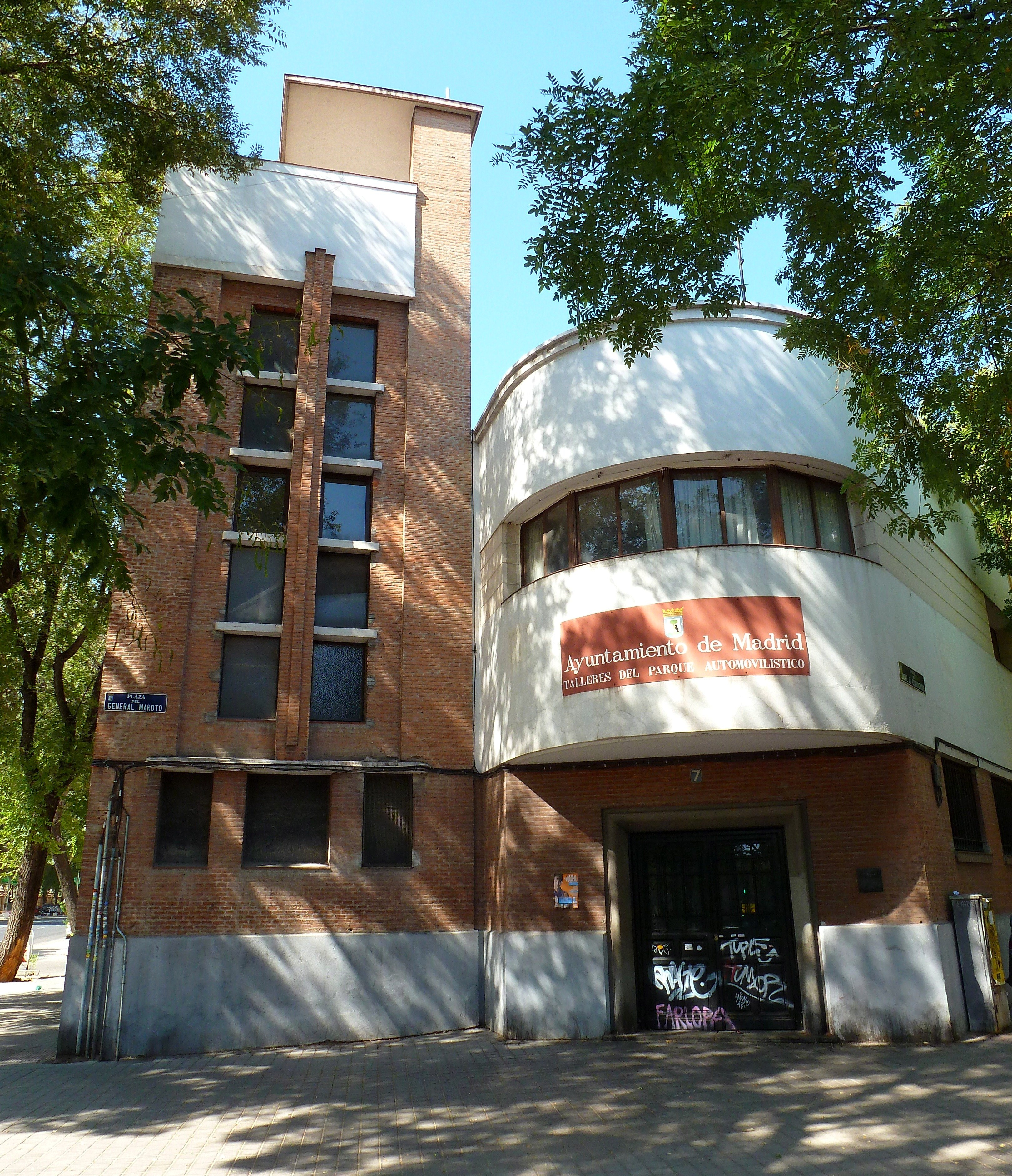
Edificio Parque Sur.

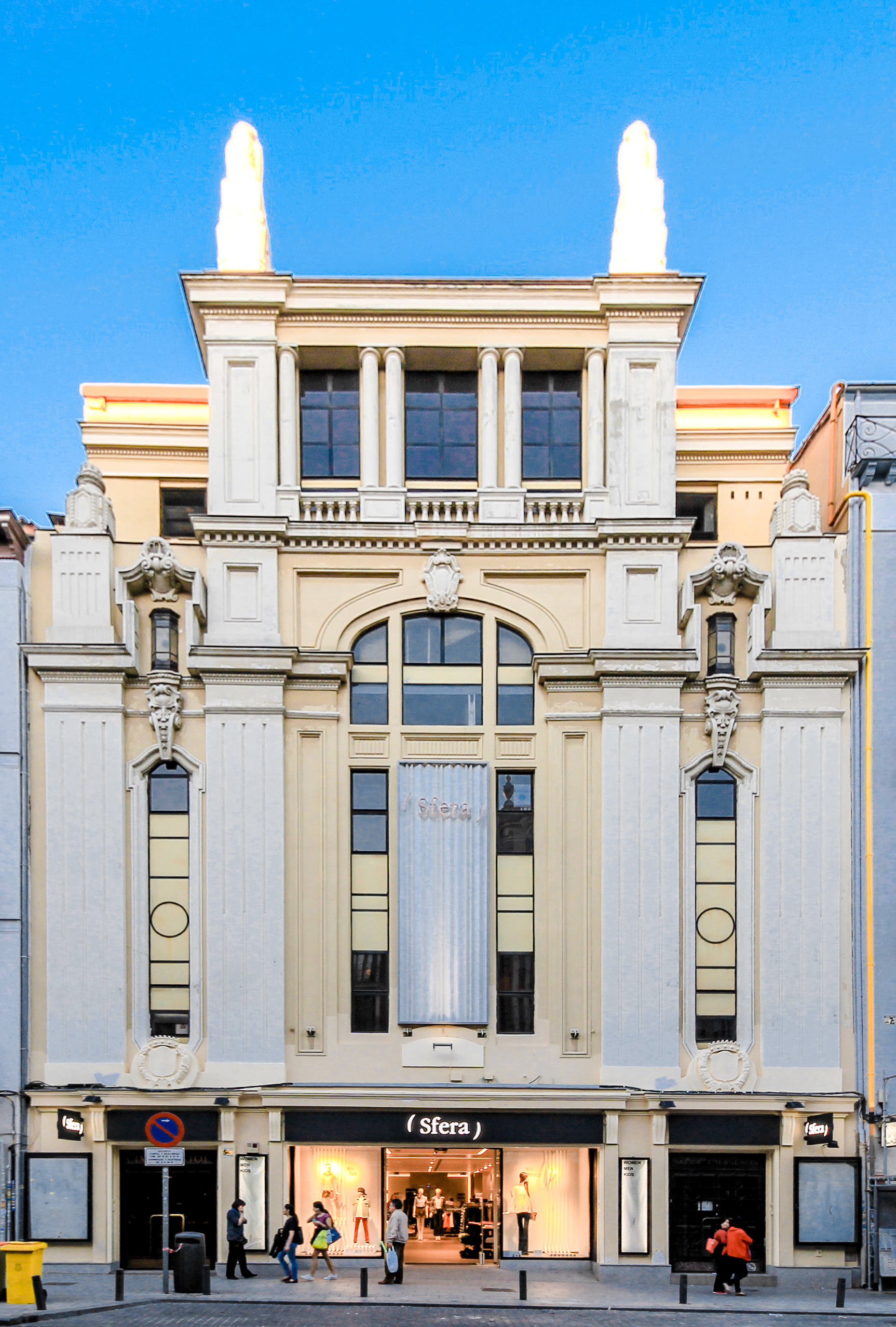
Cine Bilbao (Madrid).

Al poco de terminar su carrera de arquitecto, participa entre 1922 y 1925 con su colega Agustín Aguirre en el Monumento a Juan Sebastián Elcano (en Guetaria), con el escultor Victorio Macho, de estilo simbolista y art decó.
En 1923, participa también junto al arquitecto Agustín Aguirre en el concurso internacional abierto para el Monumento al Sagrado Corazón de Jesús en Bilbao, pero que finalmente se llevarían Pedro Muguruza y Lorenzo Coullaut Valera.
En 1926 realiza en estilo art decó el edificio del Cine Bilbao (posteriormente rebautizado como Cine Bristol) en la calle de Fuencarral, 118 de Madrid.
Proyectó para Madrid la segunda fase de la Colonia del Manzanares (Colonia de los infantes) entre 1928 y 1930, con viviendas unifamiliares previstas para albergar funcionarios.
Entre 1933 y 1935 trabaja con el también arquitecto municipal Francisco Javier Ferrero Llusiá y el ingeniero José Paz Maroto en el edificio Parque Sur, taller general de limpiezas y mantenimiento del parque de automóviles y camiones del Ayuntamiento de Madrid, "conjunto maestro en la arquitectura racionalista madrileña".
Entre 1945 y 1947 construye como arquitecto de la Oficina Técnica Municipal del Ayuntamiento de Madrid el Mercado de Argüelles, otra obra encajada en el racionalismo madrileño, cuyo símbolo más característico es su singular lucernario, típico de la arquitectura madrileña.
En 1947 proyecta un hotel para Jesús Alfaro en Madrid. El 23 de diciembre de 1948 inaugura el Teatro Alfil, situado en la calle del Pez, 10 de Madrid y en 1950, las Galerías Piquer en la Ribera de Curtidores del Rastro madrileño (llamadas así en homenaje a la cantante Concha Piquer). 
Entre 1948 y 1958 construye en Madrid el Instituto Nacional de Investigaciones Agronómicas (INIA), hoy perteneciente al complejo presidencial de La Moncloa, "al lado del reconstruido y nuevo palacete de la Moncloa, (…) fuera de las directrices de la Junta de la Ciudad Universitaria, el arquitecto José Aspiroz durante los años cincuenta levantó este edificio de carácter setecentesco".
En 1957 construye el edificio de Piensos C.I.A., en Valladolid, que sería demolido para posterior uso residencial en 2003.
También en 1957 proyecta el complejo para la compañía Roca Radiadores en las afueras de Alcalá de Henares.
El 11 de octubre de 1961 se inauguró el Colegio Mayor Universitario Pío XII de la Escuela de Ciudadanía Cristiana, obra de Aspiroz, un edificio de siete plantas que alojaba en sí a siete colegios. La distribución de cada planta compone una unidad en parte independiente del conjunto, tres plantas para diversas diócesis, una para la Asociación Nacional de Propagandistas, otra para Cultura Hispánica, otra para la Organización Sindical y la última para los hermanos marianistas.
En 1961 proyecta como arquitecto municipal de Alcalá de Henares, el mercado de abastos de la ciudad, en la calle Cerrajeros, 11, inaugurándose finalmente en 1963. 
En 1963, también como arquitecto municipal de Alcalá de Henares, realiza el Sanatorio Vallés en la calle de Santiago, 14, utilizando el estilo alcalaíno y conservando la portada original del siglo XVI.